# چارلز فرانسیس مکنزی
چارلز فرانسیس مکنزی، سیاستمدار و نویسنده انگلیسی و نخستین کنسول بریتانیا در رشت. اسم مستعار المصنف.

## مشاغل و فعالیت‌ها
او در سال ۱۸۴۴م. در هنگ ۲۸ پیاده‌نظام بومی در کمپانی هند شرقی مشغول به خدمت سربازی شد. علاقه او به زبان‌های شرقی به خصوص فارسی و عربی سبب شد تا در آینده بیشتر به این دلیل شناخته شود. او علاوه بر تسلط به زبان‌های فارسی و عربی، می‌توانست به زبان‌های ترکی و اردو نیز صحبت کرده و بنویسد. او در زمینهٔ زبان‌های فرانسه و آلمانی نیز پژوهشگری قابل بود و همین توانایی‌های او زمینه‌ساز آشنایی او با سر هنری الیوت فقید شد، او سپس مشغول ترجمه کتب خطی تاریخ هند به انگلیسی شد و پس از مرگ سر هنری الیوت، همین دستاوردها باعث شد تا مکنزی در بخش خدمات کنسولی در ایران استخدام شود.
مکنزی به خاطر خصوصیات اخلاقی و عدم توانایی در کنترل احساسات مجبور شد در سنین پائین از خدمت کمپانی هند شرقی بازنشسته شود. در نتیجه او در دوران بازنشستگی از حقوق کافی برخوردار نبود و تبدیل به یک نویسنده اجاره‌ای شد. او نویسندهٔ خبره‌ای بود که متأسفانه به خاطر یک لقمه نان از نبوغ خود بهره می‌برد. آثار زیادی به زبان‌های فارسی و عربی از نوشتار او بهره‌مند شده‌است. اما کتاب‌های منتشر شده به نام خود او که حاصل دقت و کیفیت آثار اوست بسیار اندک است.

## در ایران
پس از شکست ایران در جنگ هرات، و بنا بر معاهدهٔ پاریس، حق داشتن کنسول در شهرهای ایران به انگلیس داده شد و مکنزی در سال ۱۸۵۸م. به عنوان اولین کنسول بریتانیا در رشت وارد گیلان شد و تا سال ۱۸۶۰م. در این شهر ساکن بود. او در اولین سال کنسولگری خود سفری از رشت به استرآباد دارد، و طی آن گزارشی برای دولت بریتانیا تهیه می‌کند که در سال ۱۳۵۹ش. توسط منصوره اتحادیه به ربان فارسی ترجمه می‌شود و انتشارات گستر آن را به عنوان سفرنامه شمال منتشر می‌کند.

## انتشارات
- سرزمین خیال‌پرور هند
- کتاب راهنمای ترکی: شامل گرامر فشرده با عبارات اصطلاحی، تمرین‌ها، و دیالوگ‌ها و واژگان
- سفرنامه شمال، ترجمه: منصوره اتحادیه (نظام‌مافی) از روی نسخه خطی موجود در آرشیو بایگانی وزارت خارجه انگلیس، نشر گستره، چاپ اول، تهران ۱۳۵۹.